# Daïra d'Aïn Oussera
La daïra de Aïn Oussera est une circonscription administrative algérienne située dans la wilaya de Djelfa. Son chef-lieu est situé sur la commune éponyme d'Aïn Oussera.
La daïra regroupe les deux communes:
- Aïn Oussera
- Guernini